# Художня галерея Ванкувера
Художня галерея Ванкувера (англ. Vancouver Art Gallery (VAG)) — одна із найбільших художніх галерей Канади й найбільша галерея Британської Колумбії.
Розташована за адресою: вулиця Хорнбі, 750, Ванкувер, провінція Британська Колумбія.

## Історія
Галерея заснована у 1931 році. Спочатку галерея розміщувалася в невеликому будинку, спорудженому в стилі Ар Деко на вулиці Уест-Джорджія, 1145, усього за кілька кварталів від її нинішнього місця розташування. Колекція складалася переважно з куплених Чарльзом Холмсом робіт британських художників. У 1938 році галерею зайняли безробітні, які протестували проти політики уряду, але картини при цьому не постраждали. У 1945 році галерея отримала в дар велику колекцію картин Емілі Карр.
Галерея була оновлена і розширена в 1950-ті роки, а в 1960-х стала добре відомою завдяки її відкритим і інноваційним програмам під керівництвом Доріс Шадбей і Тоні Емері. На своє нинішнє місце, у будівлю колишнього суду провінції, галерея переїхала у 1983 році після її реконструкції архітектором Артуром Еріксоном в рамках проекту з розвитку площі Робсон.
Є плани переміщення галереї в інше місце. У 2008 році прем'єр-міністр Британської Колумбії Гордон Кемпбелл оголосив, що з бюджету провінції буде виділено 50 мільйонів доларів для спорудження нової будівлі галереї з метою збільшити площу експозиції вдвічі.

## Колекція музею
У колекції галереї близько 10 тисяч картин, скульптур, фотографій, гравюр, малюнків і творів сучасного канадського мистецтва. Основу колекції становлять 157 робіт Емілі Карр, а також картини художників Групи Сімох, роботи Джеффа Уолла і Марка Шагала.
У постійній експозиції є також роботи європейських художників, у тому числі Яна Вінантса, Ісаака ван Остаде, Пітера Нефса Старшого, Якоба Марреля, Яна ван Гейсума, Балтазара ван дер Аста, Яна ван Гоєна, Абрахама Сторка, Віллема ван де Велде молодшого, Адріана ван дер Кабеля, Саломона ван Рейсдала, Руланта Саверея, Вриса Янца.
Крім постійної експозиції на 3850 квадратних метрах виставкових площ регулярно проводяться виставки картин із зібрання галереї та виставки творів мистецтва інших музеїв світу.

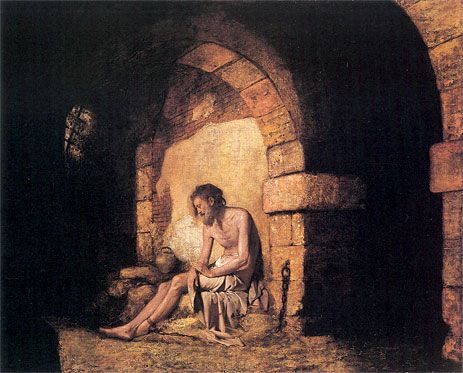
Джозеф Райт, «Полонений», близько 1775 року
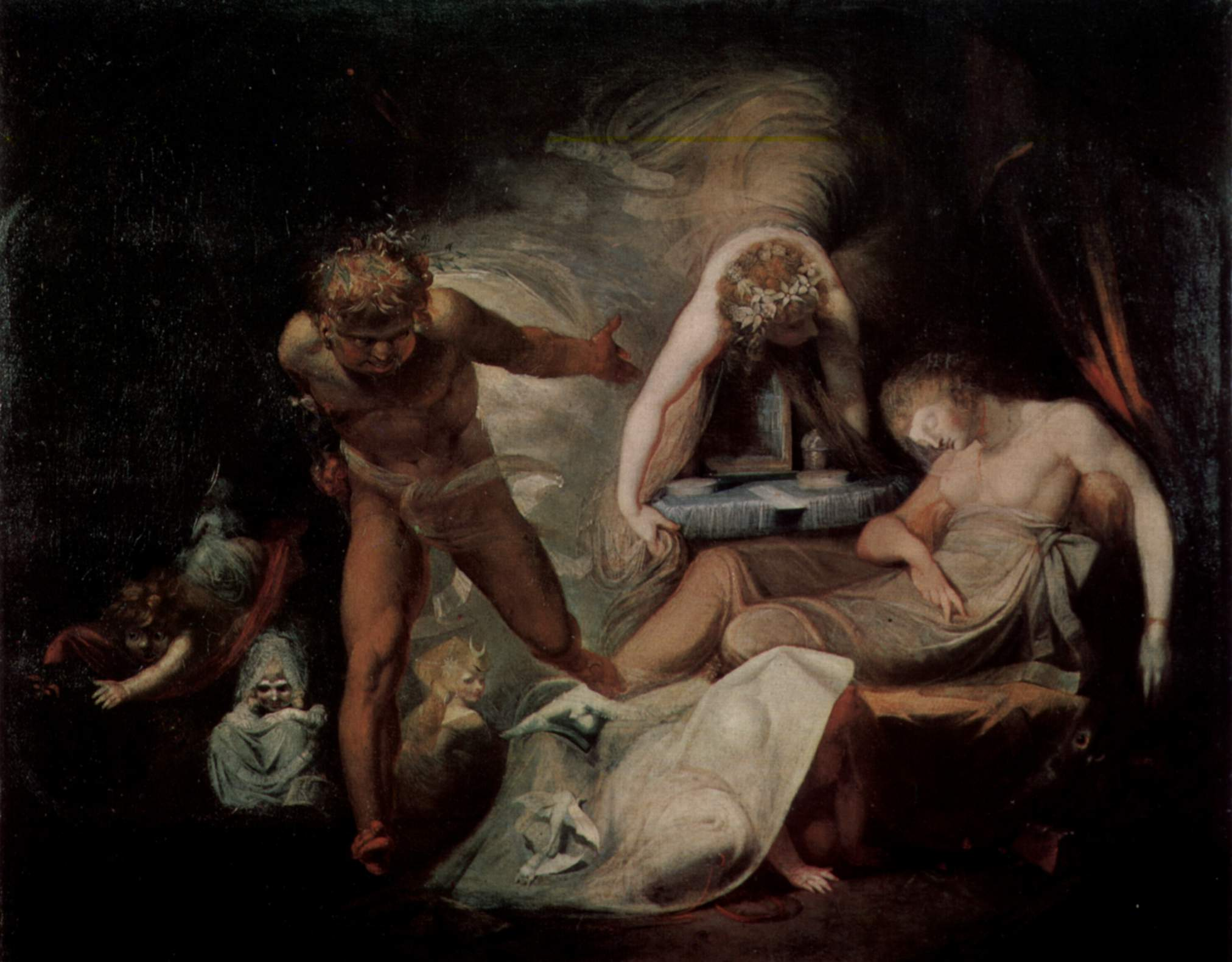
Генрі Фюзелі, «Сон Белінди», 1780–1790
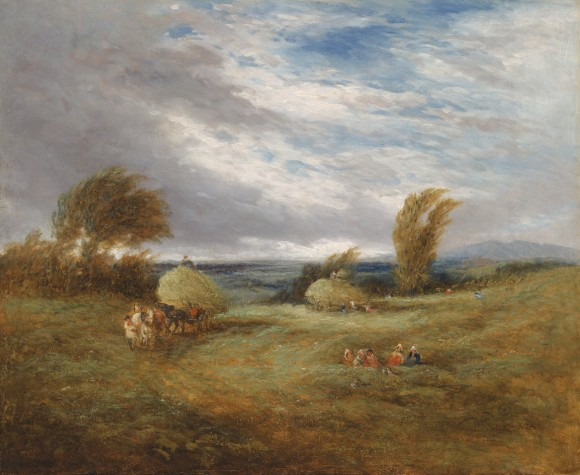
Девід Кокс, «У Гайфілді»
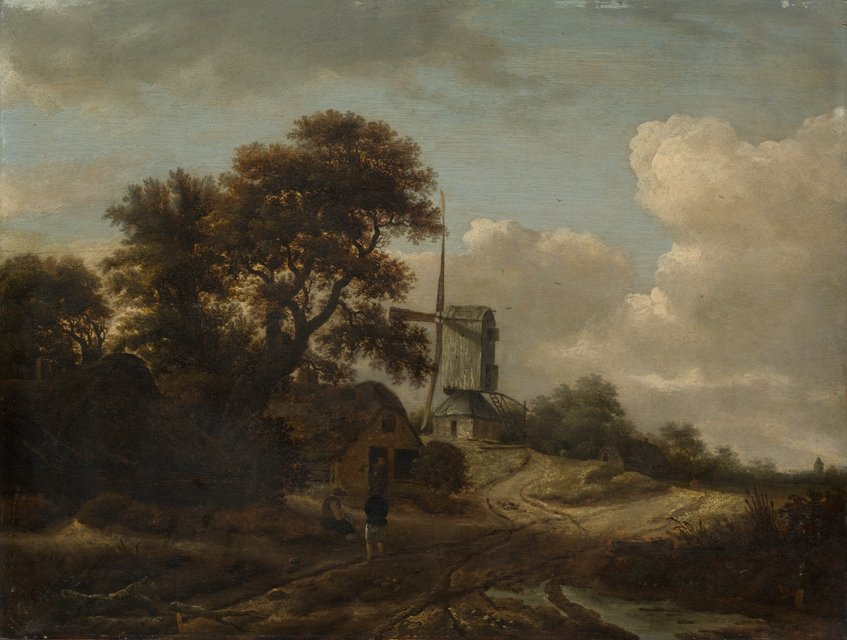
Врис Янц, «Пейзаж з струмком і вітряком»